# UNRWA
Agenția Organizației Națiunilor Unite de Ajutorare și Lucrări pentru Refugiații din Palestina în Orientul Apropiat (în engleză United Nations Relief and Works Agency for Palestine Refugees in the Near East, prescurtat UNRWA) este o agenție de ajutorare și dezvoltare umană creată îde O.N.U. în decembrie 1949,care susține mai mult de 5,9 milioane  de refugiați palestinieni și urmași ai acestora care au fugit sau au fost alungați din casele lor în timpul Războiului arabo-israelian din 1948-1949, ori au fugit sau au fost alungați în timpul și ca urmare a Războiului de Șase Zile din 1967. Înființată inițial ca agenție temporară <pentru a oferi ajutor direct sau pentru a crea locuri de muncă în proiecte de lucrări publice, UNRWA asigură în ziua de azi educație, servicii medicale și servicii sociale populației arabe palestiniene pe care o sprijină. Ajutorul este furnizat în cinci zone de operațiuni: Iordania, Liban, Siria, Fâșia Gaza și Cisiordania, inclusiv Ierusalimul de Est; ajutorul pentru refugiații palestinieni din afara acestor cinci zone este asigurat de Înaltul Comisariat al Națiunilor Unite pentru Refugiați.
De asemenea, agenția a furnizat ajutor evreilor și arabilor palestinieni din interiorul statului Israel refugiați ca urmare a conflictului din 1948, până când guvernul israelian a preluat responsabilitatea pentru refugiații evrei, în 1952.
În absența unei soluții la problema refugiaților palestinieni, Adunarea Generală a Națiunilor Unite a reînnoit în mod repetat mandatul UNRWA, cel mai recent extinzându-l până pe 30 iunie 2026.
UNRWA este singura agenție a ONU dedicată ajutorării refugiaților dintr-o regiune specifică și este o organizație separată de Înaltul Comisariat al Națiunilor Unite pentru Refugiați (UNHCR). Formată după UNRWA, în 1950, UNHCR este principala agenție pentru refugiați a Națiunilor Unite și este responsabilă cu ajutorarea altor refugiați de pe tot globul. Spre deosebire de UNRWA, UNHCR are mandatul specific de a ajuta refugiații să-și elimine în final statutul de refugiați prin integrarea locală în țara de refugiere, prin reinstalare într-o țară terță sau prin repatriere, atunci când condițiile o permit. În schimb, UNRWA permite moștenirea statutului de refugiat de către urmașii persoanei refugiate.

## Istoric și mandat
UNRWA a fost înființată în urma războiului arabo-israelian din 1948, prin Rezoluția 302(IV) din 8 decembrie 1949 a Adunării Generale a Națiunilor Unite. Această rezoluție reafirma paragraful 11, privind refugiații, al Rezoluției 194 a Adunării Generale a ONU din 1948, paragraf adoptat fără nici un vot împotrivă, sprijinit și de Israel și de statele arabe, doar Blocul răsăritean și Africa de Sud abținându-se. UNRWA este un organ subsidiar al Adunării Generale a ONU, iar mandatul său este înnoit la fiecare trei ani.
Spre deosebire de UNHCR, UNRWA nu își propune reașezarea refugiaților palestinieni; ea își descrie mandatul ca cel de asista și proteja pe refugiații palestinieni „până ce se va găsi o soluție justă și permanentă a problemei lor” 
UNRWA a trebuit să conceapă o definiție funcțională a termenului „refugiat” pentru a i se permite să furnizeze ajutor umanitar. Definiția sa nu acoperă statutul final.
Refugiații palestinieni sunt definiți ca „persoanele al căror domiciliu normal de rezidență a fost Palestina în timpul perioadei 1 iunie 1946 – 15 mai 1948 și care și-au pierdut atât casa, cât și mijloacele de viață ca urmare a conflictului din 1948”. Ulterior au fost incluși și copiii acestora, în 1965 definiția a fost extinsă la a treia generație de urmași, iar în 1982 lărgită și mai mult, incluzând și pe descendenții în toate generațiile consecutive.
În mod diferit de regulile cu privire la ceilalți refugiați din lume, în cazul UNRWA și al refugiaților palestinieni, și aceia care au primit cetățenia unui stat gazdă continuă să aibă statutul de refugiat palestinian. Pregnant este exemplul celor din Iordania, unde majoritatea refugiaților palestinieni au primit cetățenia iordaniană, și au păstrat și statutul de refugiați. Continuă să posede acest statut și acei refugiați palestinieni care au fost implicați în activități de teroare sau crime de război.
Serviciile furnizate de UNRWA sunt disponibile tuturor celor care locuiesc în zona sa de operațiuni și care corespund acestei definiții, care sunt înregistrați de Agenție și care necesită ajutor. Urmașii pe linie paternă a refugiaților palestinieni, inclusiv copiii adoptați, sunt de asemenea eligibili pentru înregistrare ca refugiați. Când Agenția și-a început operațiunile, în 1950, a fost obligată să răspundă nevoilor a aproximativ 750.000 de refugiați palestinieni. Astăzi, peste 5.9 milioane de refugiați palestinieni sunt înregistrați ca eligibili pentru asistența UNRWA.

 Dintre aceștia - 2.4 milioane trăiesc în Iordania, 1.6 milioane în Fâșia Gaza, 901.000 în Cisiordania, 580.000 în Siria și 487.000 în Liban. 
1.7 milioane de refugiați palestinieni primesc de la UNRWA ajutoare alimentare de urgență si ajutor financiar. 
58% din bugetul UNRWA este alocat școlilor, 15 % sănătății, 13% suportului economic, 6% serviciilor sociale, 4% îmbunătățirii suprastructurii, 4% altor servicii. 
594.000 elevi palestinieni învață în școlile UNRWA: 294.000 în Fâșia Gaza, 113.000 în Iordania, 49.000 în Siria, 46.0 în Cisiordania, 39.000  în Liban.  
Jumătate din elevii din Fâșia Gaza învață în școlile UNRWA, la fel și mulți elevi din Cisiordania si Ierusalimul de est. Agenția se mândrește cu faptul că elevii școlilor ei au făcut ca palestinienii să aibă o educație din cele mai avansate în Orientul Apropiat. În schimb, li s-a reproșat programelor de învățământ din aceste școli că, întocmai ca și în celelalte rețele de învățământ palestiniene, de exemplu în Fâșia Gaza și Cisiordania, cultivă voința revizionistă de a se întoarce cu forța în masă pe teritoriul Israelului, demonizează Israelul și pe evrei, glorifică moartea, atentatele sinucigașe și pe martirii- shahizi - autori de acțiuni de teroare. 
În 2021 Canada, Australia și Regatul Unit au anchetat și criticat conținutul manualelor din școlile UNRWA, iar în aprilie 2021 Parlamentul European le-a condamnat printr-o rezolutie. Ca reacție la conținutul violent și antisemit al manualelor, în mai 2022 Uniunea Europeană a redus ajutorul pentru UNRWA cu 40%, Regatul Unit - cu jumătate, și chiar și Arabia Saudită și Uniunea Emiratelor Arabe și-au redus subvențiile cu zeci de procente  
În domeniul sănătății, Agenția oferă servicii medicale care contribuie în rândurile palestinienilor la o speranță de viață egală cu cea a populației statului gazdă 
UNRWA oferă facilități în 59 de tabere de refugiați recunoscute din Iordania, Liban, Siria, Cisiordania și Fâșia Gaza, precum și în alte zone unde un număr mare de palestinieni înregistrați ca refugiați trăiește în afara taberelor recunoscute. Ca o tabără să fie recunoscută de UNRWA este nevoie de o înțelegere între guvernul gazdă și UNRWA privind gestionarea taberei. UNRWA nu gestionează direct tabăra, nu are puteri polițienești sau un rol administrativ, ci doar asigură servicii în tabără. Taberele de refugiați, care s-au dezvoltat din „orașe de corturi” în dense așezări asemănătoare vecinătăților lor urbane, găzduiesc circa o treime din numărul total al refugiaților palestinieni înregistrați.

## Organizare
UNRWA este cea mai mare agenție a Națiunilor Unite, având peste 30.000 de angajați, din care 99% sunt palestinieni recrutați local.
Cartierele generale ale UNRWA sunt împărțite între Fâșia Gaza și Amman. Operațiunile sale sunt organizate în cinci regiuni – Iordania, Siria, Liban, Cisiordania și Gaza. Comisarul general al UNRWA este elvețianul Philippe Lazzarini, care i-a succedat în 2020 conaționalului său, Pierre Krähenbühl  Comisarul general este responsabil cu gestionarea activităților generale ale UNRWA. ADjuncta comisarului est Antonia Maria de Meo din S.U.A. În fiecare zonă unde operează UNRWA există câte un director care se ocupă cu distribuția ajutorului umanitar și care supraveghează activitățile UNRWA din regiunea sa. „Figura publică” a UNRWA este purtătorul său de cuvânt, Adnan Abu Hasna

## Comisia Consultativă
Rezoluția 302 (IV) a ONU, adoptată pe 8 decembrie 1949, a creat o Comisie Consultativă însărcinată cu consilierea și sprijinirea Comisarului general în ducerea la îndeplinire a mandatului Agenției. Acesta nu este un organism de conducere, așa cum există în cadrul multor altor agenții ale ONU, ci servește doar într-o capacitate pur consultativă. Alcătuită din doar 5 membri la data creării ei, Comisia Consultativă are în prezent 27 de membri și 3 observatori.
Comisia Consultativă se întrunește de două ori pe an, de obicei în iunie și noiembrie, pentru a discuta subiecte de importanță pentru UNRWA. Membrii și observatorii se întâlnesc însă în mod regulat la ședințele subcomisiilor.

### Membrii Comisiei Consultative
Calitatea de membru al Comisiei Consultative se obține prin rezoluții ale Adunării Generale a ONU. Toate țările considerate gazde ale refugiaților palestinieni (Iordania, Siria și Liban) fac parte din Comisia Consultativă, la fel și 24 de țări care sunt sponsorii cei mai importanți ai UNRWA. În plus, Palestina, Uniunea Europeană și Liga Arabă dețin statut de observator începând din 2005.
Lista completă a membrilor Comisiei Consultative, inclusiv anul obținerii acestui statut, este următoarea: Arabia Saudită (2005), Australia (2005), Belgia (1953), Brazilia (2014), Canada (2005), Danemarca (2005), Egipt (1949), Elveția (2005), Emiratele Arabe Unite (2014), Finlanda (2008), Franța (1949), Germania (2005), Iordania (1949), Irlanda (2008), Italia (2005), Japonia (1973), Kazahstan (2013), Kuweit (2010), Liban (1953), Luxemburg (2012), Norvegia (2005), Regatul Unit al Marii Britanii și Irlandei de Nord (1949), Siria (1949), Spania (2005), Statele Unite ale Americii (1949), Suedia (2005), Turcia (1949), Țările de Jos (2005).

## Finanțare
Majoritatea fondurilor UNRWA provin de la țările europene și de la Statele Unite.
În 2009, bugetul total calculat al UNRWA a fost de 1.2 miliarde US$, pentru care agenția a primit de la țările donatoare suma de 948 milioane US$. În 2009, Comisarul general de la acea vreme, care își încheia mandatul, a vorbit despre un deficit de 200 milioane US$ în bugetul UNRWA. Oficialii UNRWA din acel an au susținut că organizația se confruntă cu „o criză financiară severă”.
În 2010, principalii donori pentru bugetul agenției au fost Statele Unite și Comisia Europeană, cu 248 milioane $, respectiv 165 milioane $. Suedia (47 milioane $), Regatul Unit (45 milioane $), Norvegia (40 milioane $) și Țările de Jos (29 milioane $) au fost alți donori importanți. În plus față de bugetul său obișnuit, UNRWA primește fonduri și pentru activități de urgență și proiecte speciale.
În 2011, Statele Unite au fost cel mai mare donator, având o contribuție totală de peste 239 milioane $, urmate de Comisia Europeană, cu o contribuție de 175 milioane $.
Conform datelor Băncii Mondiale, comparativ cu toate țările care au primit în 2012 ajutor internațional în valoare de peste 2  miliarde $, Gaza și Cisiordania au primit un buget pe cap de locuitor mai mult decât dublu față de cel primit de cel mai mare recipient, la o rată de 495 $.
În 2013, 1,1 miliarde $ au fost donate UNRWA, din care Statele Unite au contribuit cu 294 milioane $.
Statele Unite au donat agenției 368 milioane $ în 2016 și 350 milioane $ în 2017, dar au redus o treime din contribuție în 2018. În ianuarie 2018, Statele Unite au reținut 65 milioane $, circa jumătate din suma pe care se angajaseră să o plătească în acea lună, creând din nou o criză financiară pentru UNRWA. Belgia și Țările de Jos și-au anunțat atunci intenția de a-și spori contribuțiile către agenție.
Administrația americană Biden a reluat finanțarea UNRWA cu 344 milioane dolari în 2022, cerând, însă, interzicerea plasării de armament și alt echipament inadecvat în școli și încetarea propagandei extremiste. Între contribuitori de fonduri, Germania s-a clasat pe locul al II-lea cu 202 milioane, Uniunea Europeană pe locul al treilea cu 114 milioane apoi Suedia - 61 milioane, Norvegia - 34 milioane și Japonia - 30 milioane.  Dintre țările musulmane au donat Arabia Saudită - 27 milioane, Turcia - 25 milioane, Kuweitul 12 milioane și Qatarul 10 milioane.

### Israel și UNRWA
În cursul ostilităților dintre Israel și Hamas începând din al doilea și al treilea deceniu al secolului al XXI-lea, și, mai cu seamă, după masacrul de la 7 octombrie și ostilitățile militare care au succedat între Israel și regimul Hamas, purtătorii de cuvânt ai armatei israeliene au prezentat dovezi după care lucrători ai UNRWA au colaborat cu acte de teroare ucigașe ale Hamas. 

UNRWA a dezmințit majoritatea acuzațiilor afirmând că sunt dezinformații.
La 28 octombrie 2024 Knessetul, parlamentul israelian, a adoptat legi cu privire la încetarea tivității UNRWA pe teritoriul Statului Israel. A fost interzis orice contact între autorități și persoane publice israeliene și UNRWA, ceea ce a însemnat de facto anularea unor diverse facilitări acordate prin înțelegeri în trecut
Această măsură a intrat în vigoare în ianuarie 2025.
Interdicția include Ierusalimul de est. O a doua lege oprește eliberarea de vize israeliene pentru personalul UNRWA și interzice transferul de către UNRWA al unor mărfuri în Israel, în Cisiordania și Fâșia Gaza. 